# Classificazione dei nativi americani
Questa classificazione dei nativi americani è basata sulla geografia, sulla linguistica e sulla cultura regionale. Gli antropologi hanno circoscritto diverse regioni culturali, i cui confini sono oggetto di dibattito tra gli studiosi, che, tuttavia, con lievi modifiche, concordano sulla suddetta divisione. Queste regioni culturali si basano soprattutto sulle posizioni dei popoli indigeni delle Americhe ai primi contatti con la civiltà europea a partire dal tardo XV secolo. Sebbene molti dei popoli indigeni furono successivamente allontanati con la forza dalle loro terre d'origine, in questa classificazione si tiene conto della loro collocazione geografica originale. Alcune popolazioni, inoltre, si estendono su più regioni culturali.

## Canada, Groenlandia, Stati Uniti d'America e Messico settentrionale
Gli antropologi generalmente classificano i Nativi Americani degli Stati Uniti e del Canada all'interno di dieci regioni geografiche che raggruppano popolazioni con tratti culturali simili (queste zone vengono chiamate "aree culturali"). La seguente lista raggruppa le principali popolazioni secondo la loro zona di origine, seguita dalla loro attuale collocazione:

### Artico
- Paleo-Eschimesi, culture preistoriche; Russia, Alaska, Canada, Groenlandia; 2500 a.C.–1500 d.C.
  - Tradizione Microlitica Artica, cultura preistorica; Stretto di Bering; 2500 a.C.
  - Cultura Pre-Dorset, Artico orientale; 2500–500 a.C.
  - Cultura Saqqaq, Groenlandia; 2500–800 a.C.
  - Cultura Indipendenza I, Canada nord-orientale e Groenlandia; 2400–1800 a.C.
  - Cultura Indipendenza II, Canada nord-orientale e Groenlandia; 800–1 a.C.
  - Groswater, Labrador e Nunavik (Canada)
  - Cultura Dorset, Alaska e Canada; 500 a.C.–1500 d.C.
- Aleuti (o Unanga), Isole Aleutine (Alaska) e Kamčatka (Russia)

- Inuit, Russia, Alaska, Canada, Groenlandia
  - Thule, proto-Inuit; Alaska, Canada, Groenlandia; 900–1500 d.C.
    - Cultura Birnirk, cultura preistorica Inuit; Alaska; 500–900 d.C.

  - Inuit groenlandesi, Groenlandia
    - Kalaallit, Groenlandia occidentale
    - Avanersuarmiut (o Inughuit), Groenlandia settentrionale
    - Tunumiit, Groenlandia orientale

  - Inuvialuit, Canada Artico occidentale
  - Iñupiat, Alaska settentrionale e nord-occidentale
- Yupik, Alaska e Russia
  - Alutiiq (Sugpiaq e Yupik del Pacifico), Penisola dell'Alaska, coste e isole dell'Alaska centro-meridionale
  - Yup'ik dell'Alaska centrale, Alaska centro-occidentale
    - Cup'ik, Hooper Bay e Chevak (Alaska)
    - Cup'ig di Nunivak (Cup'ig), Nunivak (Alaska)

  - Yupik siberiani, Penisola dei Ciukci (Russia) e Isola di San Lorenzo (Alaska)
    - Chaplino
    - Naukan
    - Eschimesi Sirenik, Siberia

### Subartico
- Ahtna (Ahtena)
- Anishinaabeg Ojibwa
  - Oji-Cree (Anishinini, Severn Ojibwa), Ontario, Manitoba (Canada)
  - Ojibway (Chippewa, Ojibwe), Ontario, Manitoba (Canada), Minnesota (USA)
- Atikamekw
- Satudene (c.d. Bear o Bear Lake)
- Chipewyan
- Kenistenoag, c.d. Cree
- Dakelh (Takuli) (c.d. Carrier People)
  - Babine o Nat’oot’en
  - Wet'suwet'en o Hwotsotenne
  - Lhakot’en
  - Nak’azdli
- Degexit'an  (Deg Xinag, Degexit'an, Knaiyuhkhotana)
- Dena'ina (Dialetti: Outer Inlet, Upper Inlet, Iliama, Inland Dena'ina, Kachemak Bay, Kenai Dena'ina, Susitna River)
- Dane-zaa o Tsattine (c.d. Beaver)
- Etchaottine (c.d. Slave o Slavey) (Dialetti: Hay River, Simpson Providence, Liard, Fort Nelson River)
- Eyak
- Gwich'in (Kutchin, Loucheaux)
- Hän
- Kawchottine (c.d. Hare)
- Holikachuk
- Innu
- Kaska Dena (Nahane)

- Kolchan
- Koyukon
- Tsethaottine (c.d. Mountain)
- Naskapi
- Neenoilno (impropriamente francesizzato "Montagnais")
- Sekani
- Tagish
- Tahltan
- Lower Tanana (Nenana)
- Middle Tanana
- Upper Tanana (Nabesna)
- Tanacross (centro di censimento)
- Tatsanottine  (c.d. Yellowknife)
- Tsattine  (c.d. Beaver)
- Tlingchattine Tłı̨chǫ (c.d. Dogrib)
- Slavey (Dialetti: Hay River, Simpson Providence, Liard, Fort Nelson River)
- Tsetsaut (scomparsi)
- Tsilhqot'in (o Chilcotin)
- Tutchone (c.d. Big Waters)
  - Tutchone settentrionali (Nacho Nyak Dun, Tagécho Hudän, Hućha Hudän)
  - Tutchone meridionali (Aishihik, Ta’an Kwäch’än, Kluane)

### California
- Achomawi, Achumawi, Tribù del fiume Pit, California nord-orientale
- Atsugewi, California nord-orientale
- Cahuilla, California meridionale
- Chumash, coste meridionali della California
  - Barbareño
  - Cruzeño
  - Inezeño, Ineseño
  - Obispeño, Chumash settentrionale
  - Purisimeño
  - Ventureño
- Chilula, California nord-occidentale
- Chimariko, California nord-occidentale (scomparsi)
- Cupeño, California meridionale
- Athapaskan del fiume Eel
  - Lassik, California nord-occidentale
  - Mattole, California nord-occidentale
  - Nongatl, California nord-occidentale
  - Sinkyone, California nord-occidentale
  - Wailaki, Wai-lakki, California nord-occidentale
- Esselen, California centro-occidentale
- Hupa, California nord-occidentale
  - Tsnungwe
- Juaneño, Acjachemem, California sud-occidentale
- Karuk, California nord-occidentale
- Kato (o Cahto), California nord-occidentale
- Kitanemuk, California centro-meridionale
- Konkow, California centro-settentrionale
- Kumeyaay, Diegueño, Kumiai
  - Ipai, California sud-occidentale
    - Jamul, California sud-occidentale

  - Tipai, California sud-occidentale e Messico nord-occidentale
- Complesso di La Jolla, California sud-occidentale; 6050–1000 a.C.
- Luiseño, California sud-occidentale
- Maidu, California nord-orientale
  - Konkow, California settentrionale
  - Mechoopda, California settentrionale
  - Nisenan, Southern Maidu, California settentrionale
- Mission Indians
- Miwok (o Me-wuk), California centrale
  - Coast Miwok, California centro-occidentale
  - Lake Miwok, California centro-occidentale
  - Valley and Sierra Miwok

- Monache, Western Mono, California centrale
- Nisenan, California centro-orientale
- Nomlaki, California nord-occidentale
- Ohlone, Costanoan, California centro-occidentale
  - Awaswas
  - Chalon
  - Chochenyo
  - Karkin
  - Mutsun
  - Ramaytush
  - Rumsen
  - Tamyen
  - Yelamu
- Patwin, California centrale
  - Suisun, Patwin del Sud, California centrale
- Complesso di Pauma, California meridionale; 6050-1000 a.C.
- Pomo, California nord-occidentale e centro-occidentale
- Salinan, costa centrale della California
  - Antoniaño
  - Migueleño
- Serrano, California meridionale
- Shasta, California nord-occidentale
  - Konomihu, California nord-occidentale
  - Okwanuchu, California nord-occidentale
- Tataviam, Allilik (Fernandeño), California meridionale
- Tolowa, California nord-occidentale
- Tongva, Gabrieleño, Fernandeño, San Clemente tribe, costa meridionale della California
- Tubatulabal, California centro-meridionale
- Wappo, California centro-settentrionale
- Whilkut, California nord-occidentale
- Wintu, California nord-occidentale
- Wiyot, California nord-occidentale
- Yana, California centro-settentrionale
  - Yahi
- Yokuts, California centro-meridionale
  - Chukchansi, Foothill Yokuts, California centrale
  - Yokuts della Valle settentrionale, California centrale
  - Tachi, Yokuts della Valle meridionale, California centro-meridionale
- Yuki, Ukomno'm, California nord-occidentale
  - Huchnom, California nord-occidentale
- Yurok, California nord-occidentale

### Nord-Est
- Abenachi (Penobscot, Malecite, Pennacook) Maine, New Brunswick, New Hampshire, Quebec, Vermont
  - Abenachi orientali, Quebec, Maine e New Hampshire
    - Kennebec (Caniba)

  - Abenachi occidentali, Quebec, Massachusetts, New Hampshire, Vermont
- Anishinaabeg (Anishinape, Anicinape, Neshnabé, Nishnaabe)
  - Algonquin, Quebec, Ontario
  - Nipissing, Ontario
  - Ojibwa (Chippewa, Ojibwe), Ontario, Michigan, Minnesota, Wisconsin
    - Mississaugas, Ontario
    - Saulteaux (Nakawē), Ontario

  - Odawa (Ottawa), Indiana, Michigan, Ohio, Ontario; poi Oklahoma
  - Potawatomi, Illinois, Indiana, Michigan, Ontario, Wisconsin; poi Kansas e Oklahoma
- Assateague, Maryland
- Attawandaron (Neutral), Ontario
- Beothuk, Newfoundland (scomparsi)
- Chowanoke, Carolina del Nord
- Choptank, Maryland
- Conoy, Virginia, Maryland
- Erie, Pennsylvania, New York
- Etchemin, Maine
- Meskwaki (Fox), Michigan; poi Iowa e Oklahoma
- Ho-Chunk (Winnebago), Wisconsin (vicino a Green Bay), Illinois; poi Iowa e Nebraska
- Honniasont, Pennsylvania, Ohio, Virginia Occidentale
- Cultura Hopewell, Ohio e regione Black River; 200 a.C.—500 d.C.
- Confederazione Illinois (Illiniwek), Illinois, Iowa, Missouri
  - Cahokia, Illinois, Iowa, Missouri, Arkansas; poi Oklahoma
  - Kaskaskia, Wisconsin
  - Miami, Illinois, Indiana, Michigan; poi Oklahoma
- Mitchigamea, Illinois
  - Moingona, Illinois
  - Peoria, Illinois; poi Oklahoma
  - Tamaroa, Illinois
  - Wea, Indiana
- Confedezione Irochese (Haudenosaunee), Ontario, Quebec, New York
  - Cayuga, New York, Oklahoma
  - Mohawk, New York, Quebec
  - Oneida, New York
  - Onondaga, New York
  - Seneca, New York; poi Oklahoma
    - Mingo, Pennsylvania, Ohio, Virginia Occidentale

  - Tuscarora, Carolina del Nord; poi New York
- Kickapoo, Michigan, Illinois, Missouri; poi Kansas, Oklahoma, Texas, Messico
- Irochesi del fiume San Lorenzo, New York, Ontario, Quebec; XIV secolo—1580
- Lenni-Lenape, Pennsylvania, Delaware, New Jersey; poi Ontario e Oklahoma
  - Munsee, New York, Delaware
    - Esopus, New York; poi Ontario e Wisconsin
      - Waoranecks
      - Warranawankongs

    - Minisink, Delaware
    - Indiani dei Monti Ramapough, New Jersey

  - Delaware
    - Acquackanonk, New Jersey
    - Hackensack, New Jersey
    - Navasink, New Jersey
    - Raritan, New Jersey, New York
    - Rumachenanck (Haverstraw), New Jersey, New York
    - Tappan, New Jersey, New York
    - Unalachtigo, Delaware, New Jersey
    - Wiechquaeskecks, Connecticut
- Manahoac, Virginia
- Mascouten, Michigan
- Massachusett, Massachusetts
  - Ponkapoag, Massachusetts
- Menominee, Wisconsin

- Mohicani (Mohicani Stockbridge) Connecticut, Massachusetts, New York, Vermont
  - Housatonic, Massachusetts, New York
  - Mohicani, Massachusetts, New York, Vermont
  - Wappinger (Wappani), New York
    - Wappinger, New York
    - Hammonasset, Connecticut
    - Kitchawank (Kichtawanks, Kichtawank), Westchester County settentrionale, New York
    - Mattabesset, New Haven County, Connecticut
    - Massaco, Farmington River, Connecticut
    - Menunkatuck, costa del Connecticut
    - Nochpeem, Dutchess County, New York
    - Paugusset, Housatonic River, Connecticut
    - Podunk, Hartford County orientale, Connecticut
    - Poquonock, Hartford County, Connecticut
    - Quinnipiac (Eansketambawg), Connecticut, New Jersey, New York
    - Rechgawawanc (Recgawawanc)
    - Sicaog, Hartford County, Connecticut
    - Sintsink, Westchester County, New York
    - Siwanoy, Connecticut, New York
    - Tankiteke, Connecticut, New York
    - Tunxis, Hartford County, Connecticut
    - Wecquaesgeek, Westchester County, New York

  - Wyachtonok, Connecticut, New York
- Mi'kmaq (Micmac), New Brunswick, Newfoundland, Labrador, Nova Scotia, Prince Edward Island, Quebec, Maine
- Mohegan, Connecticut
- Montaukett (Montauk), New York
- Nansemond, Virginia
- Nanticoke, Delaware, Maryland
  - Accohannock
- Narragansett, Rhode Island
- Niantic, costa del Connecticut
- Nipmuc (Nipmuck), Connecticut, Massachusetts, Rhode Island
- Occaneechi, Virginia
- Pamlico, North Carolina
- Passamaquoddy, New Brunswick, Nova Scotia, Quebec, Maine
- Patuxent, Maryland
- Paugussett, Connecticut
- Penobscot, Maine
- Pequot, Connecticut
- Petun (Tionontate), Ontario
- Piscataway (popolo), Maryland
- Pocomtuc, western Massachusetts
- Poospatuck, New York
- Quinnipiac, Connecticut, eastern New York, northern New Jersey
  - Hammonasset
  - Mattabesec
  - Mattatuck
  - Menunkatuck
  - Meriden
  - Mioonkhtuck
  - Naugatuck, New York
  - Nehantic
  - Paugusset, New York
  - Podunk, New York
  - Potatuck, New York
  - Totoket
  - Tunxis, New York
  - Wangunk, New York
  - Wepawaug, New York
- Sauk, Michigan; poi Iowa, Oklahoma
- Schaghticoke, Connecticut occidentale
- Shawnee, Ohio, Virginia, Virginia Occidentale, Pennsylvania; poi Oklahoma
- Shinnecock, Long Island, New York
- Susquehannock, Maryland, Pennsylvania
- Tauxenent (Doeg), Virginia
- Tunxis, Connecticut
- Tutelo, Virginia
- Unquachog, Long Island, New York
- Wabanaki, Maine, New Brunswick, Novia Scotia, Quebec
- Wampanoag, Massachusetts
  - Nauset, Massachusetts
  - Patuxet, Massachusetts
  - Pokanoket, Massachusetts, Rhode Island
- Wawenoc, Maine
- Wenro, New York
- Wicocomico, Maryland, Virginia
- Wolastoqiyik, Maliseet, Maine, New Brunswick, Nova Scotia, Quebec
- Wyandot (Uroni), Ontario e a sud di Georgian Bay; poi Oklahoma, Kansas, Michigan, Quebec

### Sud-Est
- Acolapissa (Colapissa), Louisiana, Mississippi
- Ais, costa orientale della Florida
- Alabama (Confederazione Creek), Alabama, Tennessee sud-occidentale, Mississippi nord-occidentale
- Alafay (Alafia, Pojoy, Pohoy, Costas Alafeyes, Alafaya Costas), Florida
- Amacano, costa occidentale della Florida
- Apalachee, Florida nord-occidentale
- Apalachicola (Confederazione Creek), Alabama, Florida, Georgia, Carolina del Sud
- Atakapa (Attacapa), costa occidentale della Louisiana, costa sud-occidentale del Texas
  - Akokisa, costa sud-orientale del Texas
  - Bidai, costa sud-orientale del Texas
  - Deadose, Texas orientale
  - Atakapa orientali, costa occidentale della Louisiana
  - Orcoquiza, Texas sud-orientale
  - Patiri, Texas orientale
  - Tlacopsel, Texas sud-orientale
- Avoyel (o little Natchez), Louisiana
- Nazione Backhooks (probabilmente Chuaque, Holpaos, Huaq, Nuaq, Pahoc, Pahor, Paor, Uca), Carolina del Sud
- Bayogoula, Louisiana sud-orientale
- Biloxi, Mississippi
- Boca Ratones, Florida
- Confederazione Caddo, Arkansas, Louisiana, Oklahoma, Texas
  - Adai (Adaizan, Adaizi, Adaise, Adahi, Adaes, Adees, Atayos), Louisiana, Texas
  - Cahinnio, Arkansas meridionale
  - Doustioni, Louisiana centro-settentrionale
  - Eyeish (Hais), Texas orientale
  - Hainai, Texas orientale
  - Hasinai, Texas orientale
  - Kadohadacho, Texas nord-orientale, Arkansas sud-occidentale, Louisiana nord-occidentale
  - Nabedache, Texas orientale
  - Nabiti, Texas orientale
  - Nacogdoche, Texas orientale
  - Nacono, Texas orientale
  - Nadaco, Texas orientale
  - Nanatsoho, Texas nord-orientale
  - Nasoni, Texas orientale
  - Natchitoches, Louisiana centrale, Texas nord-orientale
  - Neche, Texas orientale
  - Nechaui, Texas orientale
  - Ouachita, Louisiana settentrionale
  - Tula, Arkansas occidentale
  - Yatasi, Louisiana nord-occidentale
- Calusa, Florida sud-occidentale
- Indiani di Cape Fear, costa meridionale della Carolina del Nord
- Catawba (Esaw, Usheree, Ushery, Yssa), Carolina del Nord, Carolina del Sud
- Chacato, Florida nord-occidentale, Alabama meridionale
- Chakchiuma, Alabama, Mississippi
- Chatot (Chacato, Chactoo), west Florida
- Chawasha (Washa), Louisiana
- Cheraw (Chara, Charàh), Carolina del Nord
- Cherokee, Georgia, Carolina del Nord, estremità occidentale della Carolina del Sud, Tennessee, Alabama; poi Arkansas, Texas, Messico, Oklahoma
- Chiaha, (Confederazione Creek), Alabama
- Chickanee (Chiquini), North Carolina
- Chickasaw, Alabama, Mississippi; poi Oklahoma
- Chicora, costa della Carolina del Sud
- Chine, Florida
- Chiska (Cisca), Virginia sud-occidentale, Florida settentrionale
- Chitimacha, Louisiana
- Choctaw, Mississippi, Alabama, parti della Louisiana; poi Oklahoma
- Chowanoc (Chowanoke), North Carolina
- Coharie, Carolina del Nord
- Congaree (Canggaree), Carolina del Sud
- Coree, Carolina del Nord
- Coushatta (Koasati), Louisiana, Texas
- Croatan, Carolina del Nord
- Cusabo costa della Carolina del Sud
- Eno, Carolina del Nord
- Garza, Texas, Messico settentrionale
- Grigra (Gris), Mississippi
- Guacata (Santalûces), costa orientale della Florida
- Guacozo, Florida
- Guale (Cusabo, Iguaja, Ybaja), costa della Georgia
- Guazoco, costa sud-occidentale della Florida
- Hitchiti (Confederazione Creek), Georgia, Alabama, Florida
- Nazione Hooks (probabilmente Chuaque, Huaq, Nuaq), (vedi Nazione Backhooks)
- Houma, Louisiana, Mississippi
- Jaega (Jobe), costa orientale della Florida
- Jaupin (Weapemoc), Carolina del Nord
- Jororo, Florida interna
- Keyauwee, Carolina del Nord
- Koroa, Mississippi
- Luca, costa sud-occidentale della Florida
- Lumbee, Carolina del Nord
- Machapunga, Carolina del Nord
- Manahoac, Virginia
- Matecumbe (Matacumbêses, Matacumbe, Matacombe), Florida Keys
- Mayaca, Florida
- Mayaimi (Mayami), Florida interna
- Mayajuaca, Florida
- Meherrin, Virginia, Carolina del Nord
- Mikasuki (Miccosukee), Florida
- Mobila (Mabila, Mobile, Movila), Florida nord-occidentale, Alabama meridionale
- Mocoso, Florida occidentale
- Monacan, Virginia
- Monyton (Monetons, Monekot, Moheton) (Siouan), Virginia Occidentale, Virginia
- Mougoulacha, Mississippi
- Muscogee, Tennessee, Georgia, Alabama, Mississippi, Florida; poi Oklahoma
  - Abihka, Alabama; poi Oklahoma
  - Eufaula, Georgia; poi Oklahoma
  - Kialegee Tribal Town, Alabama; poi Oklahoma
  - Thlopthlocco Tribal Town, Alabama, Georgia; poi Oklahoma
- Naniaba, Florida nord-occidentale, Alabama meridionale
- Natchez, Louisiana, Mississippi; poi Oklahoma

- Neusiok (Newasiwac, Neuse River Indians), Carolina del Nord
- Cultura Norwood, regione degli Appalachi, Florida; 12000-4500 a.C.
- Nottaway, Virginia, Carolina del Nord
- Occaneechi (Siouan), Virginia
- Oconee, Georgia, Florida
- Ofo, Arkansas, Mississippi, Tennessee orientale
- Okchai (Ogchay), Alabama centrale
- Okelousa, Louisiana
- Opelousas, Louisiana
- Osochee (Oswichee, Usachi, Oosécha), (Confederazione Creek), Alabama
- Pacara, Florida
- Pakana (Pacâni, Pagna, Pasquenan, Pak-ká-na, Pacanas), Alabama centrale; poi Texas
- Pamlico, Carolina del Nord
- Pascagoula, costa del Mississippi
- Patiri, Texas sud-orientale
- Pee Dee (Pedee), Carolina del Sud, Carolina del Nord
- Pensacola, Florida nord-occidentale, Alabama meridionale
- Potoskeet, Carolina del Nord
- Confederazione Powhatan, Virginia
  - Appomattoc, Virginia
  - Arrohateck, Virginia
  - Chesapeake, Virginia
  - Chesepian, Virginia
  - Chickahominy, Virginia
  - Kiskiack, Virginia
  - Mattaponi, Virginia
  - Nansemond, Virginia
  - Paspahegh, Virginia
  - Powhatan, Virginia
  - Pamunkey, Virginia
- Quinipissa, Louisiana sud-orientale, Mississippi
- Rappahannock, Virginia
- Roanoke, Carolina del Nord
- Saluda (Saludee, Saruti), Carolina del Sud
- Santee (Seretee, Sarati, Sati, Sattees), Carolina del Sud (da non confondere con i Santee Sioux)
- Santa Luces, Florida
- Sappony, Carolina del Nord, Virginia
- Saura, Carolina del Nord
- Sawokli (Sawakola, Sabacola, Sabacôla, Savacola), Florida nord-occidentale, Alabama meridionale
- Saxapahaw (Sissipahua, Shacioes), Carolina del Nord
- Secotan, Carolina del Nord
- Seminole, Florida, Oklahoma
- Sewee (Suye, Joye, Xoye, Soya), costa della Carolina del Sud
- Shakori, Carolina del Nord
- Shoccoree (Haw), Carolina del Nord, probabilmente Virginia
- Sissipahaw, Carolina del Nord
- Stegarake, Virginia
- Stuckanox (Stukanox), Virginia
- Sugeree (Sagarees, Sugaws, Sugar, Succa), Carolina del Nord, Carolina del Sud
- Surruque, Florida centro-orientale
- Suteree (Sitteree,  Sutarees, Sataree), Carolina del Nord
- Taensa, Mississippi
- Talapoosa, Creek Confederacy, Alabama
- Tawasa, Alabama
- Tequesta, costa sud-orientale Florida
- Terocodame, Texas, Messico
  - Codam
  - Hieroquodame
  - Oodame
  - Perocodame
  - Teroodame
- Timucua, Florida, Georgia
  - Acuera, Florida centrale
  - Agua Fresca (o Agua Dulce o Freshwater), Florida interna nord-orientale
  - Arapaha, Florida centro-settentrionale, probabilmente Georgia centro-meridionale
  - Cascangue, costa sud-orientale della Georgia
  - Icafui (o Icafi), costa sud-orientale della Georgia
  - Mocama (o Tacatacuru), costa nord-orientale della Florida, costa sud-orientale della Georgia
  - Utina settentrionali, Florida centro-settentrionale
  - Ocale, Florida centrale
  - Oconi, Georgia interna sud-orientale
  - Potano, Florida centro-settentrionale
  - Saturiwa, Florida nord-orientale
  - Tacatacuru, costa sud-orientale della Georgia
  - Tucururu (or Tucuru), probabilmente Florida centrale
  - Utina (o Utina orientali), Florida centrale nord-orientale
  - Yufera, costa sud-orientale della Georgia
  - Yui (Ibi), costa sud-orientale della Georgia
  - Yustaga, Florida centro-settentrionale
- Tiou (Tioux), Mississippi
- Tocaste, Florida
- Tocobaga, Florida
- Tohomé, Florida nord-occidentale, Alabama meridionale
- Tomahitan, Tennessee orientale
- Topachula,  Florida
- Tukabatchee (Tuk-ke-bat-che), (Confederazione Muscogee Creek), Alabama
- Tuscarora, Carolina del Nord, Virginia; poi New York
- Tutelo (Nahyssan), Virginia
- Tunica, Arkansas, Mississippi
- Utiza, Florida
- Uzita, Tampa Bay, Florida
- Vicela, Florida
- Viscaynos, Florida
- Waccamaw, Carolina del Sud
- Waccamaw Siouan, Carolina del Nord
- Wateree (Guatari, Watterees), Carolina del Nord
- Waxhaw (Waxsaws, Wisack, Wisacky, Weesock, Flathead), Carolina del Nord, Carolina del Sud
- Westo, Virginia, Carolina del Sud
- Winyaw, costa della Carolina del Sud
- Woccon, Carolina del Nord
- Yamasee, Florida, Georgia
- Yazoo, estremità sud-orientale dell'Arkansas, Louisiana orientale, Mississippi
- Yuchi (Euchee), Tennessee centrale; poi Oklahoma

### Gran Bacino
- Ahwahnechee, Yosemite Valley, California
- Bannock, Idaho
  - Paiute meridionali, Arizona, Nevada, Utah
    - Chemehuevi, California sud-orientale
    - Kaibab, Arizona nord-occidentale
    - Kaiparowtis, Utah sud-occidentale
    - Moapa, Nevada meridionale
    - Panaca
    - Panguitch, Utah
    - Paranigets, Nevada meridionale
    - Shivwits, Utah sud-occidentale
- Coso, Coso Range, Deserto del Mojave, California
- Cultura di Fremont, Utah, 400-1300
- Kawaiisu, California interna meridionale
- Mono, California sud-orientale
  - Mono orientali, California sud-orientale
  - Mono occidentali (o Paiute della Valle di Owens), California orientale, Nevada
- Paiute settentrionali, California orientale, Nevada, Oregon, Idaho sud-occidentale
  - Kucadikadi, Mono Lake Paiute, Mono Lake, California
- Shoshoni (o Shoshone), California, Idaho, Nevada, Utah, Wyoming
  - Shoshoni orientali
    - Guchundeka', Kuccuntikka, Buffalo Eaters
    - Tukkutikka, Tukudeka, Mountain Sheep Eaters, unitisi ai Shosoni settentrionali
    - Boho'inee', Pohoini, Pohogwe, Sage Grass people, Sagebrush Butte People

  - Shosoni settentrionali, Idaho
    - Agaideka, Salmon Eaters, Lemhi, Snake River, Lemhi River Valley
    - Doyahinee'
    - Kammedeka, Kammitikka, ack Rabbit Eaters, Snake River, Gran Lago Salato
    - Hukundüka, Porcupine Grass Seed Eaters, Wild Wheat Eaters, forse lo stesso popolo dei Kammitikka
    - Tukudeka, Dukundeka', Sheep Eaters (Mountain Sheep Eaters), Sawtooth Range, Idaho
    - Yahandeka, Yakandika, Groundhog Eaters, basso Boise, Payette, Wiser Rivers

- - Shosoni occidentali
    - Kusiutta, Goshute (o Gosiute), Deserto del Gran Lago Salato, Gran Lago Salato, Utah
      - Cedar Valley Goshute
      - Deep Creek Goshute
      - Rush Valley Goshute
      - Goshute di Skull Valley, Wipayutta, Weber Ute
      - Toole Valley Goshute
      - Trout Creek Goshute

    - Kuyatikka, Kuyudikka, Bitterroot Eaters, Halleck, Mary's River, Clover Valley, Smith Creek Valley, Nevada
    - Mahaguadüka, Mentzelia Seed Eaters, Ruby Valley, Nevada
    - Painkwitikka, Penkwitikka, Fish Eaters, Cache Valley, Idaho, Utah
    - Pasiatikka, Redtop Grass Eaters, Deep Creek Gosiute, Deep Creek Valley, Antelope Valley
    - Tipatikka, Pinenut Eaters
    - Tsaiduka, Tule Eaters, Railroad Valley, Nevada
    - Tsogwiyuyugi, Elko, Nevada
    - Waitikka, Ricegrass Eaters, Ione Valley, Nevada
    - Watatikka, Ryegrass Seed Eaters, Ruby Valley, Nevada
    - Wiyimpihtikka, Buffalo Berry Eaters
- Timbisha (o Panamint o Koso), California sud-orientali
- Ute, Colorado, Utah, Nuovo Messico settentrionale
  - Capote, Colorado sud-orientale, Nuovo Messico
  - Moanunts, Salina, Utah
  - Muache, Colorado centro-meridionale
  - Pahvant, Utah occidentale
  - Sanpits, Utah centrale
  - Timpanogots, Utah centro-settentrionale
  - Uintah, Utah
  - Uncompahgre (o Taviwach), Colorado centro-settentrionale
  - Weeminuche, Colorado occidentale, Utah orientale, Nuovo Messico nord-occidentale
  - White River Utes (Parusanuch, Yampa), Colorado, Utah orientale
- Washo, Nevada, California
  - Palagewan
  - Pahkanapil

### Altopiano
Le tribù dell'Altopiano si possono distinguere in quattro principali gruppi:

#### Chinook
- Cathlamet, Washington
- Clackamas, Oregon
- Clatsop, Oregon
- Kathlamet
- Multnomah
- Wasco-Wishram, Oregon, Washington
- Watlata, Washington

#### Salish interni
- Chetan
- Skitswish (o Coeur d'Alene), Idaho, Montana, Washington
- Entiat, Washington
- Flathead (o Selisch o Salish), Idaho, Montana
  - Bitterroot
  - Kutenai (o Kootenai o Ktunaxa), Columbia Britannica, Idaho, Montana
- Kalispel (o Pend d'Oreilles), Montana, Washington
  - Kalispel inferiori, Washington
  - Kalispel superiori, Montana
- Methow, Washington
- Nespelem, Washington
- Nlaka'pamux (o Thompson), Columbia Britannica
- Stuwihamuk (o Nicola) Columbia Britannica

Confederazione Thompson-Okanagan
- Okanagan, Columbia Britannica, Washington
- Secwepemc (o Shuswap), Columbia Britannica
- Sinixt (o Lakes), Columbia Britannica, Idaho, Washington
- Sinkiuse-Columbia, Washington (scomparsi)
- Spokane, Washington
- St'at'imc (o Lillooet superiori), Columbia Britannica
- Lil'wat (o Lillooet inferiori), Columbia Britannica
- In-SHUCK-ch (o Lillooet inferiori), Columbia Britannica
- Wenatchi (o Wenatchee)
- Sanpoil, Washington
- Sinkyuse

#### Sahaptin
- Cayuse, Oregon
- Cowlitz (o Taidnapam)
- Kittitas (o Yakima superiori)
- Klickitat, Washington
- Nimipu (o "Nez Percé", "Nasi Forati"), Idaho
- Palus (o Palouse), Idaho, Oregon, Washington
- Pshwanwapam (o Pswanwapam)
- Skinpah (o Skin)
- Tenino (o Warmsprings)
- Tygh (o Deschutes), Oregon
- Umatilla, Oregon
- Wallawalla, Washington
- Wanapum, Washington
- Wauyukma
- Wyam (Deschutes inferiori)
- Yakama (o Yakima), Washington

#### Altri popoli
- Celilo (o Wayampam)
- Klamath, Oregon
- Kalapuya, Oregon nord-occidentale
  - Atfalati (o Tualatin), Oregon nord-occidentale
  - Pee-you, Oregon nord-occidentale (Mohawk River)
  - Santiam, Oregon nord-occidentale
  - Yaquina, Oregon nord-occidentale
- Popoli di Lower Snake (Chamnapam, Wauyukma, Naxiyampam)
- Modoc, California, Oregon
- Molala (Molale), Oregon
- Nicola Athapaskans, Columbia Britannica (scomparsi)
- Nisqually superiori (o Mishalpan)

### Costa Pacifica nord-occidentale
- Chinook
- Haida, Alaska
- Kwakiutl (Kwakwala o Kwakwa'kwa'kw)
- Nooksack, Washington
- Tlingit, Alaska
- Tsimshian
- Tulalip, Washington

### Grandi Pianure
- Apache (Jicarilla), Nuovo Messico, Colorado, Texas, Oklahoma
- Arapaho, Wyoming, Colorado, Oklahoma
- Arikara o Recaree o Ree North Dakota, South Dakota
- Assiniboin, (Nakota, Nakoda, Nakona, Hohe negli S.U.A.; Stoney, Nakoda nel Canada)  North Dakota, Montana, Alberta, Saskatchewan, Manitoba
- Nitsitapi (Siksika, Piegan, Kainah) Montana/Alberta
- Caddo, Arkansas, Texas, Oklahoma
- Cheyenne, Montana, Dakota del Sud, Colorado, Oklahoma
- Comanche, Texas, Oklahoma
- Absaroka (c.d. Crow), Montana, Dakota del Sud
- Cree, Saskatchewan/Manitoba/Ontario
- Plains Ojibway o (canad.) Saulteaux, o Bungee Montana, Saskatchewan, Manitoba
- Gros Ventre, Montana
- Hidatsa, Dakota del Nord
- Iowa, Iowa, Nebraska, Kansas, Missouri, Oklahoma
- Kansa o Kaw, Kansas, Nebraska, Oklahoma
- Kiowa, Kansas, Nebraska, Nuovo Messico, Texas, Oklahoma
- Kiowa Apache, Kansas, Nebraska, Nuovo Messico, Texas, Oklahoma
- Missouri o Missouria, Missouri, Iowa, Nebraska, Oklahoma
- Mandan, Dakota del Nord
- Omaha, Nebraska, Dakota del Sud, Iowa, Missouri
- Osage, Missouri, Kansas, Arkansas, Oklahoma
- Oto, Nebraska, Missouri, Iowa, Wisconsin, Oklahoma
- Pawnee, Nebraska
- Ponca, Nebraska, Dakota del Sud
- Quapaw o Arkansas  Missouri, Kansas, Arkansas, Oklahoma
- Sioux (Dakota, Lakota), Minnesota, Nebraska, Dakota del Nord, Dakota del Sud
- Tonkawa, Texas
- Tsuut'Ina o Sarcee (Sarsi), Alberta
- Wichita, Kansas, Texas, Oklahoma

### Sud-Ovest
- Apache (Chiricaua, Mescaleros, Jicarilla, Aravaipa, Lipan, Mimbreño, Tonto, Coyotero), Arizona, Nuovo Messico, Texas, Messico sett., Oklahoma,
- Cocopah, Arizona
- Havasupai, Arizona
- Jumanos, Nuovo Messico, Texas, Messico
- Maricopa, Arizona
- Mohave, Arizona
- Navajo o Navaho o Diné, Arizona, Nuovo Messico
- Papago, Arizona, Messico
- Opata, Arizona, Messico
- Pima, Arizona, Messico
- Pueblo Arizona, Nuovo Messico
  - Tiwa
    - Pueblo di Taos;
    - Pueblo di Picuris;
    - Pueblo di Sandia;
    - Pueblo di Isleta;
    - Pueblo di Piro

  - Tewa
    - Pueblo di Nambe;
    - Pueblo di Pojoaque;
    - Pueblo di San Ildefonso;
    - Ohkay Owingeh (noto anche come San Juan Pueblo);
    - Pueblo di Santa Clara;
    - Pueblo di Tesuque;
    - Tano

  - Towa (Jemez Pueblo)
  - Keres
    - Pueblo di Cochiti;
    - Pueblo di San Felipe;
    - Pueblo di Santo Domingo
    - Pueblo di Zia;
    - Pueblo di Santa Ana.
    - Pueblo di Acoma;
    - Pueblo di Laguna

  - Hopi
  - Zuñi
- Seri
- Papago, Arizona
- Walapai o Hualapai, Arizona
- Yavapai, Arizona
- Yuma o Quechan o Nijoras, Arizona, California

## Aridoamerica, Mesoamerica, America Centrale e Caraibi

### Aridoamerica
- Aripe
- Acaxee
- Callejee
- Catujane
- Cicimechi
  - Caxcan
  - Guachichil
  - Guamare
  - Pame
  - Tecuexe
  - Zacateco
- Cochimí, Penisola della Bassa California

- Cocopah, Arizona, Messico settentrionale
- Guaycune
- Guaycura
- Huichol (o Wixáritari), Nayarit, Jalisco, Zacatecas, Durango
- Irritila
- Kiliwa, Penisola della Bassa California
- Janambre
- Jumanos, Messico settentrionale, Nuovo Messico, Texas occidentale
- Mayo, Sonora, Sinaloa
- Monqui, Penisola della Bassa California

- Ópata
- Paipai, Akwa'ala, Kw'al, Penisola della Bassa California
- Pericúe (o Pericu)
- Seri
- Suma, Chihuahua, west Texas
- Tamaholipa
- Tarahumara
- Tepehuán
- Uchitíe
- Ximpece
- Xixime

### Mesoamerica
- Aztechi
- Cora
- Huaxtechi
- Huave (o Wabi), Distretto di Juchitán (Oaxaca)
- Lenca
- Maya, Belize, El Salvador, Guatemala, Honduras, Messico
  - Itza, Dipartimento di Petén (Guatemala)
  - Lacandón
  - Mopan, Belize, Guatemala
  - Yucatechi
    - Achi, Guatemala
    - Akatechi, Guatemala
    - Ch'ol
    - Ch'orti', Guatemala sud-orientale, Honduras nord-occidentale, El Salvador settentrionale
    - Ixil, Dipartimento di Quiché (Guatemala)
    - Jacaltechi, Guatemala nord-occidentale
    - K'iche' (o Quiché), El Salvador, Guatemala
    - Kaqchikel
    - Q'eqchi' (o Kekchi)
    - Mam
    - Poqomam
    - Tojolabales
    - Tzotzil
    - Tzeltal
    - Tz'utujil

- Mazatechi
- Mixtechi
- Nahua, Guatemala, Messico
  - Alaguilac, Guatemala
- Olmechi
- Otomi
- Pipil
- P'urhépecha
- Teotihuacán
- Tlapanechi
- Toltechi
- Xinca
- Zapotechi

### America centrale
In questo elenco sono annoverati popoli originari degli odierni Stati di El Salvador, Honduras, Nicaragua, Costa Rica, Panama, Colombia (costa pacifica) ed Ecuador.
- Bagaces, Costa Rica
- Bokota, Panamá
- Boruca, Costa Rica
- Bribri, Costa Rica
- Cabécar, Costa Rica
- Cacaopera (Matagalpa, Ulua), El Salvador
- Cayada, Ecuador
- Changuena, Panama
- Embera-Wounaan (Chocó, Wounaan), Colombia, Panamá
- Choluteca, Honduras
- Coiba, Costa Rica
- Coito, Costa Rica
- Corobici, Costa Rica
- Cuna (o Guna), Panamá, Colombia
- Desaguadero, Costa Rica
- Dorasque, Panamá
- Guatuso, Costa Rica

- Guaymí, Panamá
  - Movere, Panamá
  - Murire, Panamá
- Guetar, Costa Rica
- Mangue, Nicaragua
- Maribichocoa, Honduras and Nicaragua
- Mosquito, Hondrus, Nicaragua
  - Sambu
  - Tawira
- Nagrandah, Nicaragua
- Ngöbe Buglé, Bocas del Toro, Panamá
- Nicarao, Nicaragua
- Nicoya (popolo), Costa Rica
- Orotiña, Costa Rica
- Paparo (popolo), Panamá

- Paya, Honduras
- Pech, Honduras nord-orientale
- Piria, Nicaragua
- Poton, Honduras, El Salvador
- Quepo, Costa Rica
- Rama, Nicaragua
- Sigua, Panamá
- Subtiaba, Nicaragua
- Suerre, Costa Rica
- Sumo (Mayagna), Honduras, Nicaragua
- Terraba (Naso, Teribe, Tjër Di), Panamá
- Tojar, Panamá
- Tolupan (Jicaque), Honduras
- Ulva, El Salvador, Honduras, Nicaragua
- Voto, Costa Rica
- Yasika, Nicaragua

### Caraibi
- Arawak
  - Taino, Grandi Antille, Piccole Antille settentrionali
    - Lucaiani, Bahamas,Turks e Caicos

  - Igneri, Piccole Antille, 400-1000
  - Nepoya, Trinidad
  - Suppoya, Trinidad
- Caquetio, Aruba, Bonaire, Curaçao, Venezuela
- Caribe, Piccole Antille
  - Garifuna ("Black Carib"), Dominica, Saint Vincent; poi Belize, Guatemala, Honduras, Nicaragua

- Ciboney, Grandi Antille, 1000-300 a.C.
  - Guanahatabey (o Guanajatabey), Cuba, 1000 a.C.
- Ciguayo, Hispaniola
- Ortoiroid, 5500-200 a.C.
  - Cultura Coroso, Porto Rico, 1000 a.C.-200 d.C.
  - Cultura di Krum Bay, Isole Vergini, St. Thomas, 1500-200 a.C.
- Cultura Saladoid, 500 a.C —545 d.C.

## Amazzonia
- Arawak
- Gê
- Bororo
- Makiritare
- Tupinambá
- Guaraní

## Ande
- Chibcha
- Inca
- Conchucos
- Aymara
- Diaghiti
- Atacameño
- Saraguro
- Quechua
- Wanca
- Jívaro
- Tiwanaku
- Huicholes

## Gran Chaco
- Abipón, Argentina
- Angaite (Angate), Paraguay nord-occidentale
- Ayoreo (o Ayoré o Moro o Morotocoo o Pyeta o Yovia o Zamuco), Bolivia, Paraguay
- Chamacoco (o Zamuko), Paraguay
- Chané, Argentina, Bolivia
- Chiquitano (o Chiquito o Tarapecosi), Bolivia orientale
- Chorote (o Choroti o Iyo'wujwa o Iyojwa'ja Chorote o Manjuy), Argentina, Bolivia, Paraguay
- Guana (o Kaskihá), Paraguay
- Guaraní, Argentina, Bolivia, Brasile, Paraguay
  - Guaraní boliviani
    - Chiriguano, Bolivia
    - Guarayo (Guaraní boliviani orientali)

  - Chiripá (o Tsiripá o Ava), Bolivia
  - Pai Tavytera (o Pai o Montese o Ava), Bolivia
  - Tapieté (o Guaraní Ñandéva o Yanaigua), Bolivia orientale
  - Yuqui (o Bia), Bolivia

- Guaycuru, Argentina, Bolivia, Brasile, Paraguay
  - Mbayá
    - Caduveo, Brasile

  - Mocoví (o Mocobí), Argentina
  - Pilagá (o Pilage Toba)
  - Toba (o Qom o Frentones), Argentina, Bolivia, Paraguay
- Kaiwá, Argentina, Brasile
- Lengua people (o Enxet), Paraguay
  - North Lengua (o Eenthlit o Enlhet o Maskoy), Paraguay
  - South Lengua, Paraguay
- Lulé (o Pelé o Tonocoté), Argentina
- Maká (o Towolhi), Paraguay
- Nivaclé (o Ashlushlay o Chulupí o Chulupe o Guentusé), Argentina, Paraguay
- Sanapaná (o Quiativis), Paraguay
- Vilela, Argentina
- Wichí (o Mataco), Argentina, Bolivia

## Cono meridionale
- Aché, Paraguay sud-orientale
- Alacaluf (o Kaweshkar o Halakwulup), Cile
- Chaná, Uruguay (scomparsi)
- Chandule (o Chandri)
- Charrúa, Brasile meridionale, Uruguay
- Chono (cultura precolombiana), Arcipelago di Chiloé (Cile)
- Comechingon (o Henia-Camiare), Argentina
- Haush (o Manek'enk o Mánekenk o Aush), Terra del Fuoco
- Het (o Querandí), Pampa argentina (scomparsi)
  - Chechehet
  - Didiuhet
  - Taluhet
- Huarpe (o Warpes), Stretto di Magellano, Cile (scomparsi)
  - Allentiac (o Alyentiyak)
  - Millcayac (o Milykayak)
  - Oico

- Mapuche (o Araucaniani), Argentina sud-occidentale, Cile
  - Huilliche (o Huillice o Hulliche), Cile
  - Lafquenche
  - Mapuche, Argentina sud-occidentale, Cile
  - Pehuenche, Cile centro-meridionale, Argentina
  - Picunche, Cile
  - Promaucae, Cile
- Mbeguá, fiume Paraná, Argentina (scomparsi)
- Minuane, Uruguay (scomparsi)
- Puelche (o Guenaken o Pampa), Ande argentine e cilene (scomparsi)
- Tehuelche (o Patagoni), Patagonia
  - Künün-a-Güna (o Gennakenk o Gennaken)
  - Küwach-a-Güna
  - Mecharnúekenk
  - Aónikenk (o Tehuelche Zuidelijke)
- Teushen (o Tehues), Terra del Fuoco (scomparsi)
- Selk'nam (o Ona), Terra del Fuoco
- Yaghan (o Yamana), Terra del Fuoco
- Yaro (o Jaro)